# José Cândido de Mello Carvalho
José Cândido de Mello Carvalho (Carmo do Rio Claro, 11 de junho de 1914 — Rio de Janeiro, 22 de outubro de 1994) foi um entomólogo, zoólogo, agrônomo, pesquisador, professor universitário e ecologista brasileiro, especializado no estudo dos insetos pertencentes à ordem Hemiptera (Hemípteros). 
Membro titular da Academia Brasileira de Ciências e grande oficial da Ordem Nacional do Mérito Científico, José Cândido foi diretor do Museu Paraense Emílio Goeldi em Belém entre 1955 e 1961, e do Museu Nacional do Rio de Janeiro entre 1955 e 1961. Suas obras ajudaram a desenvolver a zoologia sistemática brasileira e o tornaram autoridade nacional e internacional em insetos.

## Biografia
José Cândido nasceu na cidade mineira de Carmo do Rio Claro, em 1914. Era filho de José Cândido de Mello Carvalho e Ana Gabriela de Mello Carvalho, ele passou a infância nas fazendas dos tios em Barro Preto (atual Conceição da Aparecida). Estava destinado a seguir a carreira eclesiástica por desejo do pai, tendo assim frequentado o Seminário Diocesano de Guaxupé, por três anos. Deixando claro que não tinha vocação para a batina, Joséi Cândido deixou o seminário, onde seus estudos continuaram e foram concluídos em Franca, no Ginásio Champagnat.
A crise econômica de 1929 levou seus pais a tentarem apressar sua formação por meio de um Curso Técnico de dois anos, da Escola Superior de Agricultura de Viçosa, a atual Universidade Federal de Viçosa. Vindo de família grande e incapaz de sustentar todo mundo, vários jovens de sua idade resolveram tentar o mundo, incluindo José Cândido. Fraco na área de Exatas, ele optou por trabalhar com veterinária, que seu curso técnico lhe dava habilitação, pois assim poderia trabalhar com zoologia.
De volta a Viçosa, concluiu sua formação na área de parasitologia com o professor Rui Gomes de Morais e em zoologia, com João Moojen de Oliveira. Na área de botânica, foi forte a influência do professor José Geraldo Kuhlman. Ao terminar o curso em Viçosa, o diretor da escola técnica, John B. Griffing, o estimulou a ir para os Estados Unidos para concluir a formação. Assim, com bolsa de estudos, ele partiu para Universidade de Nebraska-Lincoln, onde fez mestrado, em 1940 e para a Universidade de Iowa, em 1942, para o doutorado.
Inicialmente interessado por zoologia, José Cândido escolheu a entomologia devido a uma causa curiosa: um professor norte-americano achava que José Cândido não tinha capacidade de identificar um hemíptero. José Cândido se sentiu desafiado pelo professor e acabou ingressando na entomologia.

## Carreira
Em seu retorno ao Brasil, José Cândido voltou para Viçosa, pois havia um compromisso de trabalhar na escola técnica por pelo menos dois anos depois de pós-graduado. Ele permaneceu por quatro anos e em 1946 ingressou no Museu Nacional do Rio de Janeiro, onde havia vagas devido à lei de desacumulação. Foi a partir do Museu Nacional que José Cândido empreendeu expedições científicas pelo país. Logo em 1946, partiu para o Xingu.
José Cândido foi zoólogo do Museu Nacional e do Jardim Zoológico. Publicou mais de quinhentos artigos taxonômicos sobre os Miridae e também estudos de outros grupos de insetos. Entre 1957 e 1960, a sua obra Catálogo de Mirídeos do Mundo foi publicada pelo Museu Nacional, tendo totalizado 1 100 páginas em cinco volumes. Coordenou a edição da obra Atlas da Fauna Brasileira. Publicou obras sobre os povos indígenas e a fauna do rio Xingu, e sobre as explorações dos naturalistas da Amazônia. Foi membro da Pontifícia Academia das Ciências, e vice-presidente do Conselho Nacional de Desenvolvimento Científico e Tecnológico. Participou dos Jogos Olímpicos de Verão de 1936, em Berlim.

## Ecologia
Pioneiro do movimento de conservação da natureza, muito antes dele ter o impacto e a divulgação que tem hoje, José Cândido percebeu ainda estudante que os recursos naturais não eram infinitos. José Cândido participou ativamente de um congresso internacional realizado em 1958 em Londres, quando se discutiu a criação da estação ecológica Charles Darwin, em Galápagos, demonstrando que seria necessário educar a população a respeito da importância de reservas naturais e da conservação da natureza.
Foi representante da América Latina para a União Internacional para a Conservação da Natureza o que o levou a criar, em 1958, a Fundação Brasileira para a Conservação da Natureza, da qual foi presidente por dois mandatos. Participou de todas as fases da legislação ambiental do Brasil, destacando-se a Lei de Proteção à Fauna. Organizou a primeira "Lista das Espécies de Animais e Vegetais Ameaçadas de Extinção", e a Portaria do Instituto Brasileiro de Desenvolvimento Florestal (IBDF) que deu proteção legal aos animais do país, como membro do Conselho Nacional de Pesquisas, onde atingiu a Vice-Presidência.

## Morte
José Cândido morreu em 22 de outubro de 1994, no Rio de Janeiro, aos 80 anos.